# Élections cantonales de 2011 en Charente-Maritime
Les élections cantonales ont eu lieu les 20 et 27 mars 2011. 
En Charente-Maritime, ces élections ont reconduit la majorité sortante à la tête du département. La gauche a remporté un siège supplémentaire par rapport à l'assemblée sortante tandis que la droite perd un siège. La majorité élue obtient 27 sièges et l'opposition 24 sièges dans la nouvelle assemblée 2011-2014. 
Le président du conseil général élu le 31 mars 2011 par la nouvelle assemblée est le président sortant, Dominique Bussereau.

## Contexte départemental

### Assemblée départementale sortante
Avant les élections, le conseil général de la Charente-Maritime est présidé par Dominique Bussereau (UMP). Il comprend 51 conseillers généraux issus des 51 cantons de la Charente-Maritime. 26 d'entre eux sont renouvelables lors de ces élections. 
| Parti                             | Sigle | Élus |
| --------------------------------- | ----- | ---- |
| Majorité (28 sièges)              |       |      |
| Union pour un mouvement populaire | UMP   | 16   |
| Divers droite                     | DVD   | 10   |
| Nouveau centre                    | NC    | 1    |
| MoDem                             | MoDem | 1    |
| Opposition (23 sièges)            |       |      |
| Parti socialiste                  | PS    | 15   |
| Parti radical de gauche           | PRG   | 7    |
| Europe Écologie Les Verts         | EELV  | 1    |
| Président du conseil général      |       |      |
| Dominique Bussereau ( UMP)        |       |      |

## Résultats à l'échelle du département
| Binômes            | Binômes                           | Premier tour | Premier tour | Second tour | Second tour | Sièges |
| Binômes            | Binômes                           | Voix         | %            | Voix        | %           | Sièges |
| ------------------ | --------------------------------- | ------------ | ------------ | ----------- | ----------- | ------ |
|                    | Parti socialiste                  | 16 067       | 15,49        | 26 335      | 28,55       | 8      |
|                    | Parti radical de gauche           | 14 631       | 14,10        | 16 900      | 18,32       | 6      |
|                    | Europe Écologie Les Verts         | 9 669        | 9,32         | 2 955       | 3,20        | 0      |
|                    | Parti communiste français         | 4 907        | 4,73         |             |             |        |
|                    | Divers gauche                     | 3 689        | 3,56         | 3 409       | 3,69        | 1      |
|                    | Extrême gauche                    | 299          | 0,29         |             |             |        |
|                    | Parti de gauche                   | 184          | 0,18         |             |             |        |
| Gauche             | Gauche                            | 49 446       | 47,67        | 49 599      | 53,77       | 15     |
|                    |                                   |              |              |             |             |        |
|                    | Union pour un mouvement populaire | 26 247       | 25,29        | 32 155      | 34,86       | 8      |
|                    | Front national                    | 15 187       | 14,63        | 3 442       | 3,73        | 0      |
|                    | Divers droite                     | 9 694        | 9,34         | 5 947       | 6,44        | 3      |
|                    | Mouvement démocrate               | 1 412        | 1,36         |             |             |        |
|                    | Nouveau centre                    | 955          | 0,92         | 1 090       | 1,18        | 0      |
|                    | Debout la République              | 404          | 0,38         |             |             |        |
| Droite             | Droite                            | 53 899       | 51,94        | 42 633      | 46,22       | 11     |
|                    |                                   |              |              |             |             |        |
|                    | Divers                            | 407          | 0,39         |             |             |        |
|                    |                                   |              |              |             |             |        |
| Inscrits           | Inscrits                          | 236 601      | 100,00       | 214 593     | 100,00      |        |
| Abstentions        | Abstentions                       | 130 518      | 55,16        | 116 071     | 54,09       |        |
| Votants            | Votants                           | 106 083      | 44,84        | 98 522      | 45,91       |        |
| Blancs et nuls     | Blancs et nuls                    | 2 331        | 2,25         | 6 289       | 6,82        |        |
| Suffrages exprimés | Suffrages exprimés                | 103 752      | 97,75        | 92 233      | 93,18       |        |

### Résultats en nombre de sièges
| Parti               | Sièges mis en jeu | Élus au premier tour | Élus au second tour | Non renouvelable | Total des élus après le second tour | Évolution |
| ------------------- | ----------------- | -------------------- | ------------------- | ---------------- | ----------------------------------- | --------- |
| Majorité sortante   |                   |                      |                     |                  |                                     |           |
| UMP                 | 8                 | 1                    | 6                   | 8                | 15                                  | - 1       |
| DVD                 | 4                 | 0                    | 4                   | 6                | 10                                  | =         |
| NC                  | 0                 | 0                    | 0                   | 1                | 1                                   | =         |
| MoDem               | 0                 | 0                    | 0                   | 1                | 1                                   | =         |
| Total               | 12                | 1                    | 10                  | 1                | 27                                  | -1        |
| Opposition sortante |                   |                      |                     |                  |                                     |           |
| PS                  | 8                 | 0                    | 8                   | 7                | 15                                  | =         |
| DVG                 | 0                 | 0                    | 1                   | 0                | 1                                   | + 1       |
| PRG                 | 5                 | 1                    | 5                   | 2                | 8                                   | + 1       |
| EÉLV                | 1                 | 0                    | 0                   | 0                | 0                                   | - 1       |
| Total               | 14                | 1                    | 14                  | 9                | 24                                  | + 1       |

### Assemblée départementale à l'issue des élections
À l'issue de ces élections, la majorité sortante (UMP et DVD principalement) conserve le pouvoir au sein du conseil général avec un seul siège perdu. 
Dans les cantons d'Archiac (PS vers DVD), de Rochefort-nord (PS vers UMP), de Marans (EELV vers DVD), de Montlieu-la-Garde (UMP vers PS), l'élection s'est jouée à moins de 115 voix. Dans les cantons de Surgères (UMP vers PRG), de La Rochelle-4 (UMP vers PS) et de Marennes (UMP vers PS), les élections ont été plus larges. Le département est politiquement à droite depuis son dernier basculement en 1985.
| Parti                             | Sigle | Élus |
| --------------------------------- | ----- | ---- |
| Majorité élue (27 sièges)         |       |      |
| Union pour un mouvement populaire | UMP   | 15   |
| Divers droite                     | DVD   | 10   |
| Nouveau Centre                    | NC    | 1    |
| Mouvement démocrate               | MoDem | 1    |
| Opposition (24 sièges)            |       |      |
| Parti socialiste                  | PS    | 15   |
| Parti radical de gauche           | PRG   | 8    |
| Divers gauche                     | DVG   | 1    |
| Président du Conseil général      |       |      |
| Dominique Bussereau (UMP)         |       |      |

## Résultats par canton

### Canton d'Aigrefeuille-d'Aunis
| Candidats      | Candidats          | Étiquette      | Premier tour | Premier tour | Second tour | Second tour |
| Candidats      | Candidats          | Étiquette      | Voix         | %            | Voix        | %           |
| -------------- | ------------------ | -------------- | ------------ | ------------ | ----------- | ----------- |
|                | Christian Brunier* | PS             | 1 856        | 49,34        | 2 454       | 69,24       |
|                | Olivier Duquerroy  | NC             | 683          | 18,16        | 1 090       | 30,76       |
|                | Hélène de Crémiers | FN             | 671          | 17,84        |             |             |
|                | Gilbert Bernard    | PCF            | 296          | 7,87         |             |             |
|                | Bertrand Damy      | DVD            | 256          | 6,80         |             |             |
|                |                    |                |              |              |             |             |
| Inscrits       | Inscrits           | Inscrits       | 9 230        | 100,00       | 9 230       | 100,00      |
| Abstentions    | Abstentions        | Abstentions    | 5 344        | 57,90        | 5 430       | 58,83       |
| Votants        | Votants            | Votants        | 3 886        | 42,10        | 3 800       | 41,17       |
| Blancs et nuls | Blancs et nuls     | Blancs et nuls | 124          | 3,19         | 256         | 6,74        |
| Exprimés       | Exprimés           | Exprimés       | 3 792        | 96,81        | 3 544       | 93,26       |

*sortant

### Canton d'Archiac
| Candidats      | Candidats           | Étiquette      | Premier tour | Premier tour | Second tour | Second tour |
| Candidats      | Candidats           | Étiquette      | Voix         | %            | Voix        | %           |
| -------------- | ------------------- | -------------- | ------------ | ------------ | ----------- | ----------- |
|                | Chantal Guimberteau | UMP            | 1 234        | 47,61        | 1 372       | 52,19       |
|                | Michel Lachaize*    | PS             | 1 005        | 38,77        | 1 257       | 47,81       |
|                | Bernard Roy         | FN             | 353          | 13,62        |             |             |
|                |                     |                |              |              |             |             |
| Inscrits       | Inscrits            | Inscrits       | 5 217        | 100,00       | 5 217       | 100,00      |
| Abstentions    | Abstentions         | Abstentions    | 2 535        | 48,59        | 2 445       | 46,87       |
| Votants        | Votants             | Votants        | 2 682        | 51,41        | 2 772       | 53,13       |
| Blancs et nuls | Blancs et nuls      | Blancs et nuls | 90           | 3,36         | 143         | 5,16        |
| Exprimés       | Exprimés            | Exprimés       | 2 592        | 96,64        | 2 629       | 94,84       |

*sortant

### Canton de Burie
| Candidats      | Candidats          | Étiquette      | Premier tour | Premier tour | Second tour | Second tour |
| Candidats      | Candidats          | Étiquette      | Voix         | %            | Voix        | %           |
| -------------- | ------------------ | -------------- | ------------ | ------------ | ----------- | ----------- |
|                | Fabrice Barusseau  | PS             | 697          | 29,18        | 1 273       | 57,09       |
|                | Alain Seris        | UMP            | 461          | 19,30        | 957         | 42,91       |
|                | Michel Nadaud      | DVD            | 427          | 17,87        |             |             |
|                | Michel Du Broca    | FN             | 323          | 13,52        |             |             |
|                | Laurence Henry     | EÉLV           | 278          | 11,64        |             |             |
|                | Jean-Yves Boiffier | PG             | 123          | 5,15         |             |             |
|                | Joël Joanny        | SE             | 80           | 3,35         |             |             |
|                |                    |                |              |              |             |             |
| Inscrits       | Inscrits           | Inscrits       | 5 104        | 100,00       | 5 105       | 100,00      |
| Abstentions    | Abstentions        | Abstentions    | 2 646        | 51,84        | 2 702       | 52,93       |
| Votants        | Votants            | Votants        | 2 458        | 48,16        | 2 403       | 47,07       |
| Blancs et nuls | Blancs et nuls     | Blancs et nuls | 69           | 2,81         | 173         | 7,20        |
| Exprimés       | Exprimés           | Exprimés       | 2 389        | 97,19        | 2 230       | 92,80       |

### Canton de Loulay
| Candidats      | Candidats           | Étiquette      | Premier tour | Premier tour | Second tour | Second tour |
| Candidats      | Candidats           | Étiquette      | Voix         | %            | Voix        | %           |
| -------------- | ------------------- | -------------- | ------------ | ------------ | ----------- | ----------- |
|                | Jean-Marie Roustit* | DVD            | 945          | 45,30        | 1 147       | 54,57       |
|                | Frédéric Boutin     | DVG            | 457          | 21,91        | 955         | 45,43       |
|                | Jean-Michel Fouet   | PRG-PS         | 310          | 14,86        |             |             |
|                | Philippe Etien      | FN             | 196          | 9,40         |             |             |
|                | Yvette Bouchet      | EÉLV           | 115          | 5,51         |             |             |
|                | Bernard Toussaint   | PCF            | 63           | 3,02         |             |             |
|                |                     |                |              |              |             |             |
| Inscrits       | Inscrits            | Inscrits       | 3 881        | 100,00       | 3 881       | 100,00      |
| Abstentions    | Abstentions         | Abstentions    | 1 757        | 45,27        | 1 688       | 43,49       |
| Votants        | Votants             | Votants        | 2 124        | 54,73        | 2 193       | 56,51       |
| Blancs et nuls | Blancs et nuls      | Blancs et nuls | 38           | 1,79         | 91          | 4,15        |
| Exprimés       | Exprimés            | Exprimés       | 2 086        | 98,21        | 2 102       | 95,85       |

*sortant

### Canton de Marans
| Candidats      | Candidats           | Étiquette      | Premier tour | Premier tour | Second tour | Second tour |
| Candidats      | Candidats           | Étiquette      | Voix         | %            | Voix        | %           |
| -------------- | ------------------- | -------------- | ------------ | ------------ | ----------- | ----------- |
|                | Bernard Ferrier*    | EÉLV           | 1 157        | 31,32        | 1 772       | 49,19       |
|                | Patrick Blanchard   | UMP            | 1 012        | 27,40        | 1 830       | 50,81       |
|                | Françoise Raboutant | FN             | 520          | 14,08        |             |             |
|                | Robert Arcouet      | SE             | 444          | 12,02        |             |             |
|                | Michel Maitrehut    | MoDem          | 359          | 9,72         |             |             |
|                | Daniel Boutet       | PCF            | 202          | 5,47         |             |             |
|                |                     |                |              |              |             |             |
| Inscrits       | Inscrits            | Inscrits       | 8 797        | 100,00       | 8 797       | 100,00      |
| Abstentions    | Abstentions         | Abstentions    | 4 990        | 56,72        | 4 934       | 56,09       |
| Votants        | Votants             | Votants        | 3 807        | 43,28        | 3 863       | 43,91       |
| Blancs et nuls | Blancs et nuls      | Blancs et nuls | 113          | 2,97         | 261         | 6,76        |
| Exprimés       | Exprimés            | Exprimés       | 3 694        | 97,03        | 3 602       | 93,24       |

*sortant

### Canton de Marennes
| Candidats      | Candidats         | Étiquette      | Premier tour | Premier tour | Second tour | Second tour |
| Candidats      | Candidats         | Étiquette      | Voix         | %            | Voix        | %           |
| -------------- | ----------------- | -------------- | ------------ | ------------ | ----------- | ----------- |
|                | Mickaël Vallet    | PS             | 2 212        | 42,46        | 3 401       | 67,70       |
|                | Didier Fontaine   | FN             | 855          | 16,41        | 1 623       | 32,30       |
|                | Jean-Luc Rousseau | DVD            | 810          | 15,55        |             |             |
|                | Marc Pellacoeur*  | DVD            | 790          | 15,17        |             |             |
|                | Francine Baudin   | DVD            | 319          | 6,12         |             |             |
|                | Yves Letranchant  | PCF            | 223          | 4,28         |             |             |
|                |                   |                |              |              |             |             |
| Inscrits       | Inscrits          | Inscrits       | 11 025       | 100,00       | 11 025      | 100,00      |
| Abstentions    | Abstentions       | Abstentions    | 5 710        | 51,79        | 5 587       | 50,68       |
| Votants        | Votants           | Votants        | 5 315        | 48,21        | 5 438       | 49,32       |
| Blancs et nuls | Blancs et nuls    | Blancs et nuls | 106          | 1,99         | 414         | 7,61        |
| Exprimés       | Exprimés          | Exprimés       | 5 209        | 98,01        | 5 024       | 92,39       |

*sortant

### Canton de Montendre
| Candidats      | Candidats          | Étiquette      | Premier tour | Premier tour | Second tour | Second tour |
| Candidats      | Candidats          | Étiquette      | Voix         | %            | Voix        | %           |
| -------------- | ------------------ | -------------- | ------------ | ------------ | ----------- | ----------- |
|                | Bernard Lalande*   | PS             | 1 352        | 49,42        | 1 568       | 58,49       |
|                | Marie Gruel        | UMP            | 788          | 28,80        | 1 113       | 41,51       |
|                | Patrick Debernard  | FN             | 329          | 12,02        |             |             |
|                | Jean-Guy Thillet   | DVD            | 168          | 6,14         |             |             |
|                | Isabelle Maleplate | PCF            | 99           | 3,62         |             |             |
|                |                    |                |              |              |             |             |
| Inscrits       | Inscrits           | Inscrits       | 5 018        | 100,00       | 5 018       | 100,00      |
| Abstentions    | Abstentions        | Abstentions    | 2 222        | 44,28        | 2 207       | 43,98       |
| Votants        | Votants            | Votants        | 2 796        | 55,72        | 2 811       | 56,02       |
| Blancs et nuls | Blancs et nuls     | Blancs et nuls | 60           | 2,15         | 130         | 4,62        |
| Exprimés       | Exprimés           | Exprimés       | 2 736        | 97,85        | 2 681       | 95,38       |

*sortant

### Canton de Montlieu-la-Garde
| Candidats      | Candidats            | Étiquette      | Premier tour | Premier tour | Second tour | Second tour |
| Candidats      | Candidats            | Étiquette      | Voix         | %            | Voix        | %           |
| -------------- | -------------------- | -------------- | ------------ | ------------ | ----------- | ----------- |
|                | Jean-Michel Rapiteau | UMP            | 1 109        | 42,90        | 1 354       | 49,62       |
|                | Thierry Jullien      | PS             | 984          | 38,07        | 1 375       | 50,38       |
|                | Jacques Raimond      | FN             | 357          | 13,81        |             |             |
|                | Lino Piva            | NPA            | 77           | 2,98         |             |             |
|                | Marie-France Moquet  | PCF            | 58           | 2,24         |             |             |
|                |                      |                |              |              |             |             |
| Inscrits       | Inscrits             | Inscrits       | 4 912        | 100,00       | 4 912       | 100,00      |
| Abstentions    | Abstentions          | Abstentions    | 2 239        | 45,58        | 2 030       | 41,33       |
| Votants        | Votants              | Votants        | 2 673        | 54,42        | 2 882       | 58,67       |
| Blancs et nuls | Blancs et nuls       | Blancs et nuls | 88           | 3,29         | 153         | 5,31        |
| Exprimés       | Exprimés             | Exprimés       | 2 585        | 96,71        | 2 729       | 94,69       |

### Canton de Pons
| Candidats      | Candidats         | Étiquette      | Premier tour | Premier tour |
| Candidats      | Candidats         | Étiquette      | Voix         | %            |
| -------------- | ----------------- | -------------- | ------------ | ------------ |
|                | Daniel Laurent*   | UMP            | 2 526        | 56,84        |
|                | Dominique Cotta   | PRG            | 815          | 18,34        |
|                | Claude Rivas      | FN             | 581          | 13,07        |
|                | Jean-Luc Guerbois | EÉLV           | 295          | 6,64         |
|                | Antoine Rivera    | PCF            | 227          | 5,11         |
|                |                   |                |              |              |
| Inscrits       | Inscrits          | Inscrits       | 9 407        | 100,00       |
| Abstentions    | Abstentions       | Abstentions    | 4 852        | 51,58        |
| Votants        | Votants           | Votants        | 4 555        | 48,42        |
| Blancs et nuls | Blancs et nuls    | Blancs et nuls | 111          | 2,44         |
| Exprimés       | Exprimés          | Exprimés       | 4 444        | 97,56        |

*sortant

### Canton de Rochefort-Nord
| Candidats      | Candidats        | Étiquette      | Premier tour | Premier tour | Second tour | Second tour |
| Candidats      | Candidats        | Étiquette      | Voix         | %            | Voix        | %           |
| -------------- | ---------------- | -------------- | ------------ | ------------ | ----------- | ----------- |
|                | Sylvie Marcilly  | UMP            | 1 803        | 36,26        | 2 837       | 50,99       |
|                | André Bonnin*    | PS             | 1 601        | 32,19        | 2 727       | 49,01       |
|                | Maurice Couteau  | FN             | 635          | 12,77        |             |             |
|                | Gérard Garder    | EÉLV           | 391          | 7,86         |             |             |
|                | Dominique Droin  | DVD            | 302          | 6,07         |             |             |
|                | Céline David     | PCF            | 162          | 3,26         |             |             |
|                | Didier Lesquelen | SE             | 79           | 1,59         |             |             |
|                |                  |                |              |              |             |             |
| Inscrits       | Inscrits         | Inscrits       | 10 658       | 100,00       | 10 658      | 100,00      |
| Abstentions    | Abstentions      | Abstentions    | 5 601        | 52,55        | 4 838       | 45,39       |
| Votants        | Votants          | Votants        | 5 057        | 47,45        | 5 820       | 54,61       |
| Blancs et nuls | Blancs et nuls   | Blancs et nuls | 84           | 1,66         | 256         | 4,40        |
| Exprimés       | Exprimés         | Exprimés       | 4 973        | 98,34        | 5 564       | 95,60       |

*sortant

### Canton de Rochefort-Sud
| Candidats      | Candidats             | Étiquette      | Premier tour | Premier tour | Second tour | Second tour |
| Candidats      | Candidats             | Étiquette      | Voix         | %            | Voix        | %           |
| -------------- | --------------------- | -------------- | ------------ | ------------ | ----------- | ----------- |
|                | Gérard Pons           | UMP            | 687          | 27,22        | 1 198       | 45,12       |
|                | Pierre Feydeau        | PS             | 654          | 25,91        | 1 457       | 54,88       |
|                | Jacques Gély          | FN             | 377          | 14,94        |             |             |
|                | Ludovic Texier        | EÉLV           | 289          | 11,45        |             |             |
|                | Alexis Blanc          | SE             | 248          | 9,83         |             |             |
|                | Yvon Eugène-dit-Ravet | PCF            | 236          | 9,35         |             |             |
|                | Patrick Deswarte      | POI            | 33           | 1,31         |             |             |
|                |                       |                |              |              |             |             |
| Inscrits       | Inscrits              | Inscrits       | 7 201        | 100,00       | 7 201       | 100,00      |
| Abstentions    | Abstentions           | Abstentions    | 4 629        | 64,28        | 4 393       | 61,01       |
| Votants        | Votants               | Votants        | 2 572        | 35,72        | 2 808       | 38,99       |
| Blancs et nuls | Blancs et nuls        | Blancs et nuls | 48           | 1,87         | 153         | 5,45        |
| Exprimés       | Exprimés              | Exprimés       | 2 524        | 98,13        | 2 655       | 94,55       |

### Canton de La Rochelle-1
| Candidats      | Candidats           | Étiquette      | Premier tour | Premier tour | Second tour | Second tour |
| Candidats      | Candidats           | Étiquette      | Voix         | %            | Voix        | %           |
| -------------- | ------------------- | -------------- | ------------ | ------------ | ----------- | ----------- |
|                | Gilles Gautronneau* | PRG            | 892          | 37,86        | 1 573       | 70,57       |
|                | Alain Fourcade      | UMP            | 406          | 17,23        | 656         | 29,43       |
|                | Brigitte Desveaux   | EÉLV           | 402          | 17,06        |             |             |
|                | Gilles Bossis       | FN             | 362          | 15,37        |             |             |
|                | Nathalie Dupuy      | PCF            | 245          | 10,40        |             |             |
|                | Michel Cocorullo    | POI            | 49           | 2,08         |             |             |
|                |                     |                |              |              |             |             |
| Inscrits       | Inscrits            | Inscrits       | 6 348        | 100,00       | 6 348       | 100,00      |
| Abstentions    | Abstentions         | Abstentions    | 3 953        | 62,27        | 3 940       | 62,07       |
| Votants        | Votants             | Votants        | 2 395        | 37,73        | 2 408       | 37,93       |
| Blancs et nuls | Blancs et nuls      | Blancs et nuls | 39           | 1,63         | 179         | 7,43        |
| Exprimés       | Exprimés            | Exprimés       | 2 356        | 98,37        | 2 229       | 92,57       |

*sortant

### Canton de La Rochelle-3
| Candidats      | Candidats                 | Étiquette      | Premier tour | Premier tour | Second tour | Second tour |
| Candidats      | Candidats                 | Étiquette      | Voix         | %            | Voix        | %           |
| -------------- | ------------------------- | -------------- | ------------ | ------------ | ----------- | ----------- |
|                | Marylise Fleuret-Pagnoux* | PRG            | 768          | 45,15        | 1 201       | 69,18       |
|                | Aurélien Bon              | UMP            | 365          | 21,46        | 535         | 30,82       |
|                | Dominique Steinkrietzer   | EÉLV           | 231          | 13,58        |             |             |
|                | Maxime Polin              | FN             | 203          | 11,93        |             |             |
|                | Brahim Jlalji             | PCF            | 101          | 5,94         |             |             |
|                | Gérard Morin              | POI            | 33           | 1,94         |             |             |
|                |                           |                |              |              |             |             |
| Inscrits       | Inscrits                  | Inscrits       | 5 483        | 100,00       | 5 483       | 100,00      |
| Abstentions    | Abstentions               | Abstentions    | 3 756        | 68,50        | 3 668       | 66,90       |
| Votants        | Votants                   | Votants        | 1 727        | 31,50        | 1 815       | 33,10       |
| Blancs et nuls | Blancs et nuls            | Blancs et nuls | 26           | 1,51         | 79          | 4,35        |
| Exprimés       | Exprimés                  | Exprimés       | 1 701        | 98,49        | 1 736       | 95,65       |

*sortante

### Canton de La Rochelle-4
| Candidats      | Candidats              | Étiquette      | Premier tour | Premier tour | Second tour | Second tour |
| Candidats      | Candidats              | Étiquette      | Voix         | %            | Voix        | %           |
| -------------- | ---------------------- | -------------- | ------------ | ------------ | ----------- | ----------- |
|                | Dominique Morvant*     | UMP            | 1 148        | 31,94        | 1 773       | 47,56       |
|                | Patricia Friou         | PS             | 905          | 25,18        | 1 955       | 52,44       |
|                | Jean-Philippe Brothier | EÉLV           | 737          | 20,51        |             |             |
|                | Bruno Léal             | MoDem          | 399          | 11,10        |             |             |
|                | Béatrice Favreau       | FN             | 272          | 7,57         |             |             |
|                | Dominique Hebert       | PCF            | 133          | 3,70         |             |             |
|                |                        |                |              |              |             |             |
| Inscrits       | Inscrits               | Inscrits       | 8 917        | 100,00       | 8 917       | 100,00      |
| Abstentions    | Abstentions            | Abstentions    | 5 285        | 59,27        | 5 034       | 56,45       |
| Votants        | Votants                | Votants        | 3 632        | 40,73        | 3 883       | 43,55       |
| Blancs et nuls | Blancs et nuls         | Blancs et nuls | 38           | 1,05         | 155         | 3,99        |
| Exprimés       | Exprimés               | Exprimés       | 3 594        | 98,95        | 3 728       | 96,01       |

*sortante

### Canton de La Rochelle-5
| Candidats      | Candidats              | Étiquette      | Premier tour | Premier tour | Second tour | Second tour |
| Candidats      | Candidats              | Étiquette      | Voix         | %            | Voix        | %           |
| -------------- | ---------------------- | -------------- | ------------ | ------------ | ----------- | ----------- |
|                | Yann Juin              | PRG            | 2 366        | 43,21        | 3 727       | 70,23       |
|                | Xavier de Bonnaventure | UMP            | 913          | 16,68        | 1 580       | 29,77       |
|                | Henri Thiebaut         | FN             | 789          | 14,41        |             |             |
|                | Bénédicte Beconnier    | EÉLV           | 726          | 13,26        |             |             |
|                | Yvonne Gaborit         | PCF            | 529          | 9,66         |             |             |
|                | Serge Lavaud           | DLR            | 152          | 2,78         |             |             |
|                |                        |                |              |              |             |             |
| Inscrits       | Inscrits               | Inscrits       | 13 663       | 100,00       | 13 665      | 100,00      |
| Abstentions    | Abstentions            | Abstentions    | 8 080        | 59,14        | 8 034       | 58,79       |
| Votants        | Votants                | Votants        | 5 583        | 40,86        | 5 631       | 41,21       |
| Blancs et nuls | Blancs et nuls         | Blancs et nuls | 108          | 1,93         | 324         | 5,75        |
| Exprimés       | Exprimés               | Exprimés       | 5 475        | 98,07        | 5 307       | 94,25       |

### Canton de La Rochelle-6
| Candidats      | Candidats               | Étiquette      | Premier tour | Premier tour | Second tour | Second tour |
| Candidats      | Candidats               | Étiquette      | Voix         | %            | Voix        | %           |
| -------------- | ----------------------- | -------------- | ------------ | ------------ | ----------- | ----------- |
|                | Denis Leroy*            | PS             | 1 318        | 38,43        | 1 682       | 58,71       |
|                | Jean-Marc Soubeste      | EÉLV           | 556          | 16,21        | 1 183       | 41,29       |
|                | Gérard-François Bournet | UMP            | 506          | 14,75        |             |             |
|                | Béatrice Riché          | FN             | 445          | 12,97        |             |             |
|                | Jessica Dulauroy        | PCF            | 333          | 9,71         |             |             |
|                | Arnaud Jaulin           | MoDem          | 234          | 6,82         |             |             |
|                | Fabrice Restier         | DLR            | 38           | 1,11         |             |             |
|                |                         |                |              |              |             |             |
| Inscrits       | Inscrits                | Inscrits       | 9 884        | 100,00       | 9 884       | 100,00      |
| Abstentions    | Abstentions             | Abstentions    | 6 405        | 64,80        | 6 685       | 67,64       |
| Votants        | Votants                 | Votants        | 3 479        | 35,20        | 3 199       | 32,37       |
| Blancs et nuls | Blancs et nuls          | Blancs et nuls | 49           | 1,41         | 334         | 10,44       |
| Exprimés       | Exprimés                | Exprimés       | 3 430        | 98,59        | 2 865       | 89,56       |

*sortant

### Canton de Royan-Est
| Candidats      | Candidats                        | Étiquette      | Premier tour | Premier tour | Second tour | Second tour |
| Candidats      | Candidats                        | Étiquette      | Voix         | %            | Voix        | %           |
| -------------- | -------------------------------- | -------------- | ------------ | ------------ | ----------- | ----------- |
|                | Dominique Bussereau*             | UMP            | 2 892        | 43,91        | 3 713       | 57,40       |
|                | Fabienne Dugas-Raveneau          | PS             | 1 424        | 21,62        | 2 756       | 42,60       |
|                | Jean-Marc de Lacoste-Lareymondie | FN             | 1 363        | 20,70        |             |             |
|                | Jacques Boisset                  | EÉLV           | 572          | 8,69         |             |             |
|                | Jacques Guiard                   | PCF            | 335          | 5,09         |             |             |
|                |                                  |                |              |              |             |             |
| Inscrits       | Inscrits                         | Inscrits       | 14 839       | 100,00       | 14 839      | 100,00      |
| Abstentions    | Abstentions                      | Abstentions    | 8 094        | 54,55        | 7 852       | 52,91       |
| Votants        | Votants                          | Votants        | 6 745        | 45,45        | 6 987       | 47,09       |
| Blancs et nuls | Blancs et nuls                   | Blancs et nuls | 159          | 2,36         | 518         | 7,41        |
| Exprimés       | Exprimés                         | Exprimés       | 6 586        | 97,64        | 6 469       | 92,59       |

*sortant

### Canton de Royan-Ouest
| Candidats      | Candidats              | Étiquette      | Premier tour | Premier tour | Second tour | Second tour |
| Candidats      | Candidats              | Étiquette      | Voix         | %            | Voix        | %           |
| -------------- | ---------------------- | -------------- | ------------ | ------------ | ----------- | ----------- |
|                | Michel Servit*         | UMP            | 1 727        | 23,43        | 3 633       | 52,32       |
|                | Laurent Lambrot        | PRG            | 1 480        | 20,08        | 3 311       | 47,68       |
|                | Philippe de Bretagne   | FN             | 1 407        | 19,09        |             |             |
|                | Martial de Villelume   | DVD            | 1 294        | 17,56        |             |             |
|                | Jean-Claude Martin     | EÉLV           | 624          | 8,47         |             |             |
|                | Gérard Potennec        | DVD            | 351          | 4,76         |             |             |
|                | Jean-Bernard Prudencio | NC             | 272          | 3,69         |             |             |
|                | René Renaudet          | PCF            | 216          | 2,93         |             |             |
|                |                        |                |              |              |             |             |
| Inscrits       | Inscrits               | Inscrits       | 17 327       | 100,00       | 17 327      | 100,00      |
| Abstentions    | Abstentions            | Abstentions    | 9 810        | 56,62        | 9 765       | 56,36       |
| Votants        | Votants                | Votants        | 7 517        | 43,38        | 7 562       | 43,64       |
| Blancs et nuls | Blancs et nuls         | Blancs et nuls | 146          | 1,94         | 618         | 8,17        |
| Exprimés       | Exprimés               | Exprimés       | 7 371        | 98,06        | 6 944       | 91,83       |

*sortant

### Canton de Saint-Genis-de-Saintonge
| Candidats      | Candidats         | Étiquette      | Premier tour | Premier tour | Second tour | Second tour |
| Candidats      | Candidats         | Étiquette      | Voix         | %            | Voix        | %           |
| -------------- | ----------------- | -------------- | ------------ | ------------ | ----------- | ----------- |
|                | Jacky Quesson*    | DVD            | 1 201        | 44,47        | 1 579       | 62,34       |
|                | Jean-Marc Thomas  | PS             | 471          | 17,44        | 954         | 37,66       |
|                | Guy Chevalier     | FN             | 352          | 13,03        |             |             |
|                | Michel Amblard    | MoDem          | 222          | 8,22         |             |             |
|                | Daniel Renoulleau | DLR            | 214          | 7,92         |             |             |
|                | Gabrielle Jolly   | EÉLV           | 180          | 6,66         |             |             |
|                | Fabrice Hauvuy    | PG             | 61           | 2,26         |             |             |
|                |                   |                |              |              |             |             |
| Inscrits       | Inscrits          | Inscrits       | 5 841        | 100,00       | 5 840       | 100,00      |
| Abstentions    | Abstentions       | Abstentions    | 3 070        | 52,56        | 3 156       | 54,04       |
| Votants        | Votants           | Votants        | 2 771        | 47,44        | 2 684       | 45,96       |
| Blancs et nuls | Blancs et nuls    | Blancs et nuls | 70           | 2,53         | 151         | 5,63        |
| Exprimés       | Exprimés          | Exprimés       | 2 701        | 97,47        | 2 533       | 94,37       |

*sortant

### Canton de Saint-Jean-d'Angély
| Candidats      | Candidats              | Étiquette      | Premier tour | Premier tour |
| Candidats      | Candidats              | Étiquette      | Voix         | %            |
| -------------- | ---------------------- | -------------- | ------------ | ------------ |
|                | Jean-Yves Martin*      | PRG            | 3 330        | 57,45        |
|                | Jacques Castagnet      | UMP            | 1 054        | 18,18        |
|                | Jean-Michel Guilloteau | FN             | 776          | 13,39        |
|                | Gabriel Délicourt      | EÉLV           | 346          | 5,97         |
|                | Gérard Adam            | PCF            | 290          | 5,00         |
|                |                        |                |              |              |
| Inscrits       | Inscrits               | Inscrits       | 12 606       | 100,00       |
| Abstentions    | Abstentions            | Abstentions    | 6 679        | 52,98        |
| Votants        | Votants                | Votants        | 5 927        | 47,02        |
| Blancs et nuls | Blancs et nuls         | Blancs et nuls | 131          | 2,21         |
| Exprimés       | Exprimés               | Exprimés       | 5 796        | 97,79        |

*sortant

### Canton de Saint-Martin-de-Ré
| Candidats      | Candidats                              | Étiquette      | Premier tour | Premier tour | Second tour | Second tour |
| Candidats      | Candidats                              | Étiquette      | Voix         | %            | Voix        | %           |
| -------------- | -------------------------------------- | -------------- | ------------ | ------------ | ----------- | ----------- |
|                | Léon Gendre*                           | UMP            | 2 235        | 39,77        | 2 929       | 55,04       |
|                | Patrice Raffarin                       | DVD            | 1 683        | 29,95        | 2 393       | 44,96       |
|                | Sophie Sury                            | EÉLV           | 553          | 9,84         |             |             |
|                | Pierre Malbosc                         | PRG            | 536          | 9,54         |             |             |
|                | Marie-Françoise de Lacoste-Lareymondie | FN             | 458          | 8,15         |             |             |
|                | Patrick Guedon                         | PCF            | 155          | 2,76         |             |             |
|                |                                        |                |              |              |             |             |
| Inscrits       | Inscrits                               | Inscrits       | 10 990       | 100,00       | 10 990      | 100,00      |
| Abstentions    | Abstentions                            | Abstentions    | 5 282        | 48,06        | 5 275       | 48,00       |
| Votants        | Votants                                | Votants        | 5 708        | 51,94        | 5 715       | 52,00       |
| Blancs et nuls | Blancs et nuls                         | Blancs et nuls | 88           | 1,54         | 393         | 6,88        |
| Exprimés       | Exprimés                               | Exprimés       | 5 620        | 98,46        | 5 322       | 93,12       |

*sortant

### Canton de Saint-Pierre-d'Oléron
| Candidats      | Candidats         | Étiquette      | Premier tour | Premier tour | Second tour | Second tour |
| Candidats      | Candidats         | Étiquette      | Voix         | %            | Voix        | %           |
| -------------- | ----------------- | -------------- | ------------ | ------------ | ----------- | ----------- |
|                | Jean-Paul Peyry*  | UMP            | 1 406        | 28,79        | 2 466       | 52,08       |
|                | Patrick Moquay    | PS             | 1 313        | 26,88        | 2 269       | 47,92       |
|                | Élise Somprou     | FN             | 823          | 16,85        |             |             |
|                | Jean-Louis Vigner | DVG            | 801          | 16,40        |             |             |
|                | Philippe Coindet  | EÉLV           | 314          | 6,43         |             |             |
|                | Éliane Dayet      | PCF            | 227          | 4,65         |             |             |
|                |                   |                |              |              |             |             |
| Inscrits       | Inscrits          | Inscrits       | 10 760       | 100,00       | 10 760      | 100,00      |
| Abstentions    | Abstentions       | Abstentions    | 5 779        | 53,71        | 5 621       | 52,24       |
| Votants        | Votants           | Votants        | 4 981        | 46,29        | 5 139       | 47,76       |
| Blancs et nuls | Blancs et nuls    | Blancs et nuls | 97           | 1,95         | 404         | 7,86        |
| Exprimés       | Exprimés          | Exprimés       | 4 884        | 98,05        | 4 735       | 92,14       |

*sortant

### Canton de Saintes-Ouest
| Candidats      | Candidats                 | Étiquette      | Premier tour | Premier tour | Second tour | Second tour |
| Candidats      | Candidats                 | Étiquette      | Voix         | %            | Voix        | %           |
| -------------- | ------------------------- | -------------- | ------------ | ------------ | ----------- | ----------- |
|                | Isabelle Pichard-Chauche* | PS             | 1 637        | 33,80        | 2 985       | 62,20       |
|                | Christian Schmitt         | UMP            | 1 191        | 24,59        | 1 814       | 37,80       |
|                | Jean-Sébastien Borde      | EÉLV           | 769          | 15,88        |             |             |
|                | Joël Rataud               | FN             | 752          | 15,53        |             |             |
|                | Michelle Carmouse         | PCF            | 296          | 6,11         |             |             |
|                | Pierre Maudoux            | MoDem          | 198          | 4,09         |             |             |
|                |                           |                |              |              |             |             |
| Inscrits       | Inscrits                  | Inscrits       | 12 157       | 100,00       | 12 157      | 100,00      |
| Abstentions    | Abstentions               | Abstentions    | 7 170        | 58,98        | 7 011       | 57,67       |
| Votants        | Votants                   | Votants        | 4 987        | 41,02        | 5 146       | 42,33       |
| Blancs et nuls | Blancs et nuls            | Blancs et nuls | 144          | 2,89         | 347         | 6,74        |
| Exprimés       | Exprimés                  | Exprimés       | 4 843        | 97,11        | 4 799       | 93,26       |

*sortante

### Canton de Saujon
| Candidats      | Candidats          | Étiquette      | Premier tour | Premier tour | Second tour | Second tour |
| Candidats      | Candidats          | Étiquette      | Voix         | %            | Voix        | %           |
| -------------- | ------------------ | -------------- | ------------ | ------------ | ----------- | ----------- |
|                | Pascal Ferchaud*   | PRG            | 3 011        | 50,50        | 4 474       | 71,09       |
|                | Patrice Audibert   | FN             | 1 202        | 20,16        | 1 819       | 28,91       |
|                | Jacki Ragonneaud   | UMP            | 1 014        | 17,01        |             |             |
|                | Jean-Philippe Alix | EÉLV           | 467          | 7,83         |             |             |
|                | Nathalie Dallet    | PCF            | 268          | 4,50         |             |             |
|                |                    |                |              |              |             |             |
| Inscrits       | Inscrits           | Inscrits       | 13 893       | 100,00       | 13 896      | 100,00      |
| Abstentions    | Abstentions        | Abstentions    | 7 783        | 56,02        | 7 210       | 51,89       |
| Votants        | Votants            | Votants        | 6 110        | 43,98        | 6 686       | 48,11       |
| Blancs et nuls | Blancs et nuls     | Blancs et nuls | 148          | 2,42         | 393         | 5,88        |
| Exprimés       | Exprimés           | Exprimés       | 5 962        | 97,58        | 6 293       | 94,12       |

*sortant

### Canton de Surgères
| Candidats      | Candidats              | Étiquette      | Premier tour | Premier tour | Second tour | Second tour |
| Candidats      | Candidats              | Étiquette      | Voix         | %            | Voix        | %           |
| -------------- | ---------------------- | -------------- | ------------ | ------------ | ----------- | ----------- |
|                | Philippe Guilloteau*   | UMP            | 1 770        | 35,55        | 2 395       | 47,81       |
|                | Marie-Pierre Brunet    | PRG            | 1 223        | 22,55        | 2 614       | 52,19       |
|                | Michel Erbe            | FN             | 640          | 12,85        |             |             |
|                | Pascal Dupuy           | EÉLV           | 591          | 11,87        |             |             |
|                | Thierry Blasézyk       | DVG            | 575          | 11,55        |             |             |
|                | Annie Schirlin         | PCF            | 173          | 3,47         |             |             |
|                | Jean-François Malterre | POI            | 107          | 2,15         |             |             |
|                |                        |                |              |              |             |             |
| Inscrits       | Inscrits               | Inscrits       | 10 878       | 100,00       | 10 878      | 100,00      |
| Abstentions    | Abstentions            | Abstentions    | 5 770        | 53,04        | 5 567       | 51,18       |
| Votants        | Votants                | Votants        | 5 108        | 46,96        | 5 311       | 48,82       |
| Blancs et nuls | Blancs et nuls         | Blancs et nuls | 129          | 2,53         | 302         | 5,69        |
| Exprimés       | Exprimés               | Exprimés       | 4 979        | 97,47        | 5 009       | 94,31       |

*sortant

### Canton de Tonnay-Boutonne
| Candidats      | Candidats             | Étiquette      | Premier tour | Premier tour | Second tour | Second tour |
| Candidats      | Candidats             | Étiquette      | Voix         | %            | Voix        | %           |
| -------------- | --------------------- | -------------- | ------------ | ------------ | ----------- | ----------- |
|                | Bernard Rochet*       | DVD            | 704          | 48,22        | 828         | 55,05       |
|                | Julien Gourraud       | PS             | 494          | 33,84        | 676         | 44,95       |
|                | Loïc Métivier         | FN             | 146          | 10,00        |             |             |
|                | Marie-Françoise Forey | EÉLV           | 76           | 5,21         |             |             |
|                | Gérard Girouin        | PRG            | 40           | 2,74         |             |             |
|                |                       |                |              |              |             |             |
| Inscrits       | Inscrits              | Inscrits       | 2 565        | 100,00       | 2 565       | 100,00      |
| Abstentions    | Abstentions           | Abstentions    | 1 077        | 41,99        | 999         | 38,95       |
| Votants        | Votants               | Votants        | 1 488        | 58,01        | 1 566       | 61,05       |
| Blancs et nuls | Blancs et nuls        | Blancs et nuls | 28           | 1,88         | 62          | 3,96        |
| Exprimés       | Exprimés              | Exprimés       | 1 460        | 98,12        | 1 504       | 96,04       |

*sortant